# 157-es busz (Budapest)
A budapesti 157-es jelzésű autóbusz Hűvösvölgy és a Solymár, Kerekhegy között közlekedik. A Géza fejedelem útja és a Kerekhegy között hétköznapon este 8 órától illetve hétvégén csak igény esetén közlekedik. Az utazási szándékot telefonon, vagy a járművezetőnél kell jelezni. Betétjárata, a 157A a Hűvösvölgy és a Budaliget, Géza fejedelem útja között közlekedik. A vonalat a Budapesti Közlekedési Zrt. üzemelteti.

## Története
A budaligeti térségben az 1950-es évekig nem járt közforgalmú autóbuszjárat, az első ilyen busz 1952. február 12-én indult el Hűvösvölgy, Népkerttől 57A járatszámmal Budaligetre. 1961. június 19-én jelzését 57Y-ra változtatták, majd az 1977. január 1-jén bevezetett – az egész városra kiterjedő, így a hűvösvölgyi térségben is több járatot érintő – járatátszámozás során a 157-es járatszámot kapta. Útvonala a Hűvösvölgy végállomás és a Hímes utca közötti szakaszon az 57-es autóbuszéval megegyezett. 1984. október 2-ától a Dimitrov (ma Máriaremetei) út csatornaépítési munkálatai miatt a Nagyrét utca – Ördögárok utca – Kerekhegyi utca – Hímes utca útvonalra terelve közlekedett, majd ennek véglegesítésével Remetekertváros és Máriaremete addig közösségi közlekedéssel feltáratlan részei is könnyebben elérhetővé váltak.
1999. július 6-ától az 57-es, a 157-es és 257-es buszok BKV Plusz megjelölést kaptak és a Népkert helyett az új Hűvösvölgy nevű végállomásról indultak.
2013. február 16-án a hűvösvölgyi járatoknál is bevezették az első ajtós felszállási rendet.
2014. március 31-ig a járat külső végállomása Budaliget, Géza fejedelem útja volt; 2014. április 1-jétől az útvonalát meghosszabbították – a Zerind vezér utcán és a 2012 ősze óta a Gróf Karátsonyi utca nevet viselő, korábban névtelen erdei úton – Solymár, Kerekhegyig, ahová hétköznap üzemkezdettől kötött menetrend szerint, 20 óra után, illetve hétvégi napokon pedig csak igény esetén közlekedik. A Géza fejedelem útjáig e dátumtól kezdve a 157A busz jár.
2015. április 1-jén új megálló létesült a vonalon Muflon utca néven.
2018 ősze óta a Budapest-bérletek és Budapest-jegyek a Solymári szakaszra is érvényesek.

## Útvonala
| Solymár, Kerekhegy felé |
| Hűvösvölgy vá. – Hűvösvölgyi út – Hidegkúti út – Máriaremetei út – Nagyrét utca – Ördögárok utca – Kerekhegyi utca – Hímes utca – József Attila útja – Honfoglalás utca – Zerind vezér utca – Solymár, összekötő út (Gróf Karátsonyi utca) – Berzsenyi Dániel utca – Budai Nagy Antal utca – Solymár, Kerekhegy vá. |
| Hűvösvölgy felé |
| Solymár, Kerekhegy vá. – Berzsenyi Dániel utca – Solymár, összekötő út (Gróf Karátsonyi utca) – Zerind vezér utca – Honfoglalás utca – József Attila útja – Hímes utca – Kerekhegyi utca – Ördögárok utca – Nagyrét utca – Máriaremetei út – Hidegkúti út – Hűvösvölgyi út – Hűvösvölgy vá.                         |

## Megállóhelyei
Az átszállás kapcsolatok között a 157A jelzésű betétjárat nincsen feltüntetve, amely Hűvösvölgy és Budaliget, Géza fejedelem útja között közlekedik.
| 0                                                                             | Hűvösvölgy végállomás          | 15 | 29, 57, 63, 64, 64A, 64B, 164, 164B, 257, 264 56, 56A, 59B, 61 Gyermekvasút | Autóbusz-állomás, Gyermekvasút állomás P+R |
| 1                                                                             | Bátori László utca             | 14 | 57, 63, 64, 64A, 64B, 164, 164B, 257, 264                                   |                                            |
| 2                                                                             | Bükkfa utca                    | 13 | 57, 63, 257                                                                 |                                            |
| 3                                                                             | Széchenyi utca                 | 12 | 57, 63, 257                                                                 | Remetekertvárosi Általános Iskola          |
| ∫                                                                             | Nagyrét utca                   | 11 |                                                                             |                                            |
| 4                                                                             | Turul utca                     | 10 |                                                                             |                                            |
| 5                                                                             | Ábránd utca                    | 9  |                                                                             |                                            |
| 6                                                                             | Arany János utca               | 8  |                                                                             |                                            |
| 7                                                                             | Szirom utca                    | 7  |                                                                             |                                            |
| 8                                                                             | Kerekhegyi utca                | 7  |                                                                             |                                            |
| 9                                                                             | Máriaremetei kegytemplom       | 6  | 57, 257                                                                     | Máriaremetei bazilika                      |
| 10                                                                            | Köztársaság utca               | 5  |                                                                             |                                            |
| 11                                                                            | Honfoglalás utca               | 4  |                                                                             |                                            |
| 12                                                                            | Budaliget, Géza fejedelem útja | 3  |                                                                             |                                            |
| Ezen a szakaszon 20 óra után és hétvégi napokon csak igény esetén közlekedik. |                                |    |                                                                             |                                            |
| 13                                                                            | Muflon utca                    | 2  |                                                                             |                                            |
| Budapest–Solymár közigazgatási határa                                         |                                |    |                                                                             |                                            |
| 15                                                                            | Solymár, Kerekhegy végállomás  | 0  |                                                                             |                                            |

## Érdekességek
- Solymár kerekhegyi településrészének központjában már az 1990-es évek közepén kiépítették a buszfordulót arra számítva, hogy az önkormányzatnak sikerül megegyeznie a BKV-val a budaligeti járat meghosszabbításáról, erre azonban közel két évtized után kerülhetett sor.
- A Budapesti Közlekedési Központ a települési önkormányzattal 2012 áprilisában kötött megállapodásban vállalta a járat beindítását, amelynek határidejét akkor 2012 júliusára tervezték,[9] de a budaligeti lakosok egy részének tiltakozása további, több mint másfél év csúszást eredményezett a járat beindításában.
- A korábbi tervek szerint a járat Solymár felé meghosszabbított szakaszán egy közbenső megállót is kapott volna a II. kerületi Muflon utcánál. Ez a megállóhely azonban a járat beindításakor nem szerepelt a menetrendben. A Muflon utcai megállóhely egy évvel később, 2015. április 1-jével került fel a járat térképére.[10]
- Kevesebb mint három hónappal a Solymárig történő járathosszabbítás beindítása után a járat leállásra kényszerült, mert a Zerind vezér út teljes lezárásával járó csatornaépítés miatt – melynek kikerülésére autóbusszal járható terelőutat nem lehetett kijelölni – ellehetetlenült a buszok közlekedése Budaliget városhatárhoz közeli és azon túli szakaszán. A fentiek miatt 2014. június 30-tól az építési munkák befejeztéig – 2014. október elejéig – csak a 157A járat közlekedett, a kimaradó szakaszon ingyenes mikrobuszjárat pótolta a 157-es buszt, a kerekhegyi végállomásról a 64-es buszcsalád Anna kápolnai megállójához szállítva az utasokat.[11]

## Képgaléria

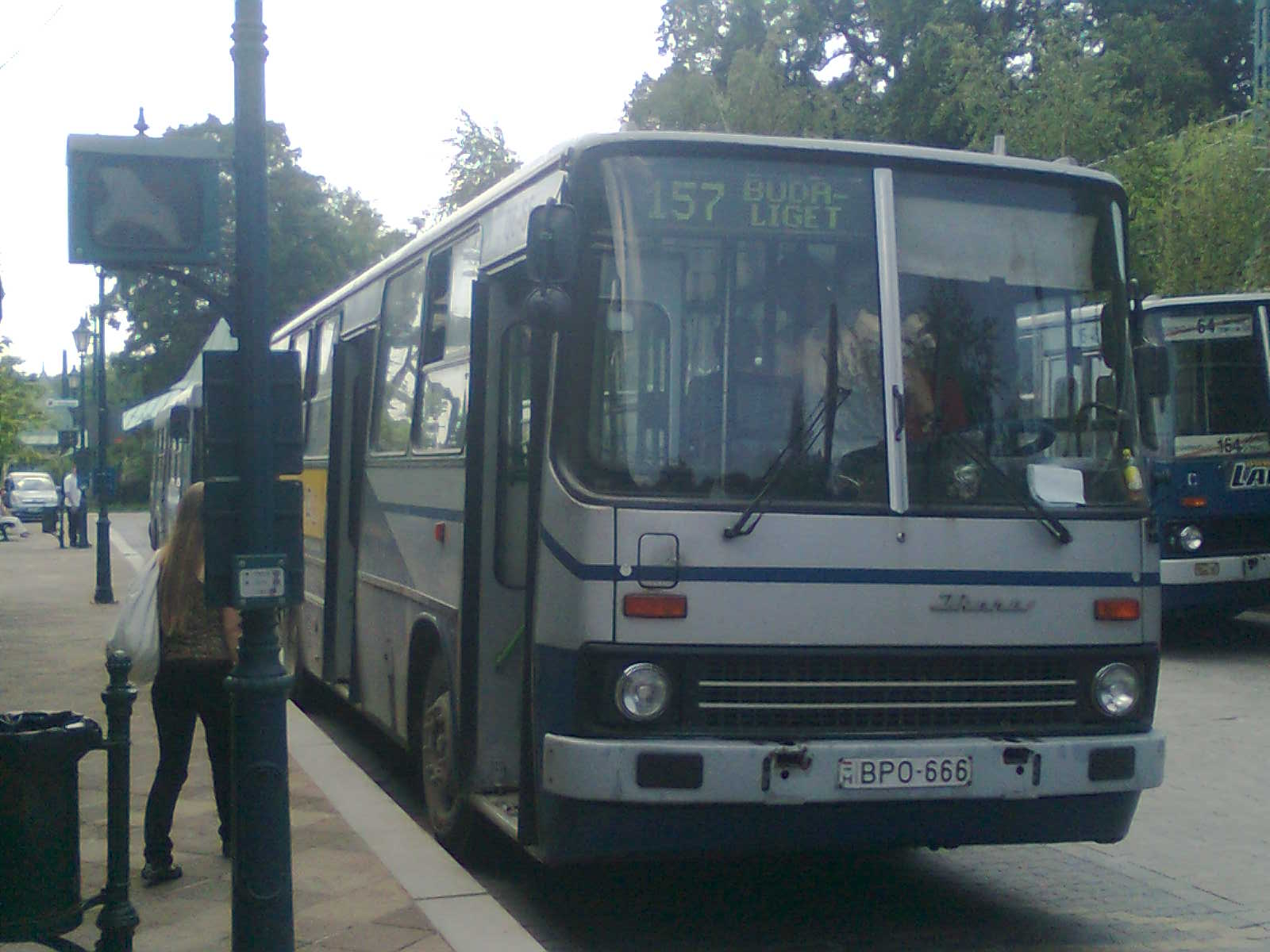
A korábbi 157-es busz a Hűvösvölgy végállomásán
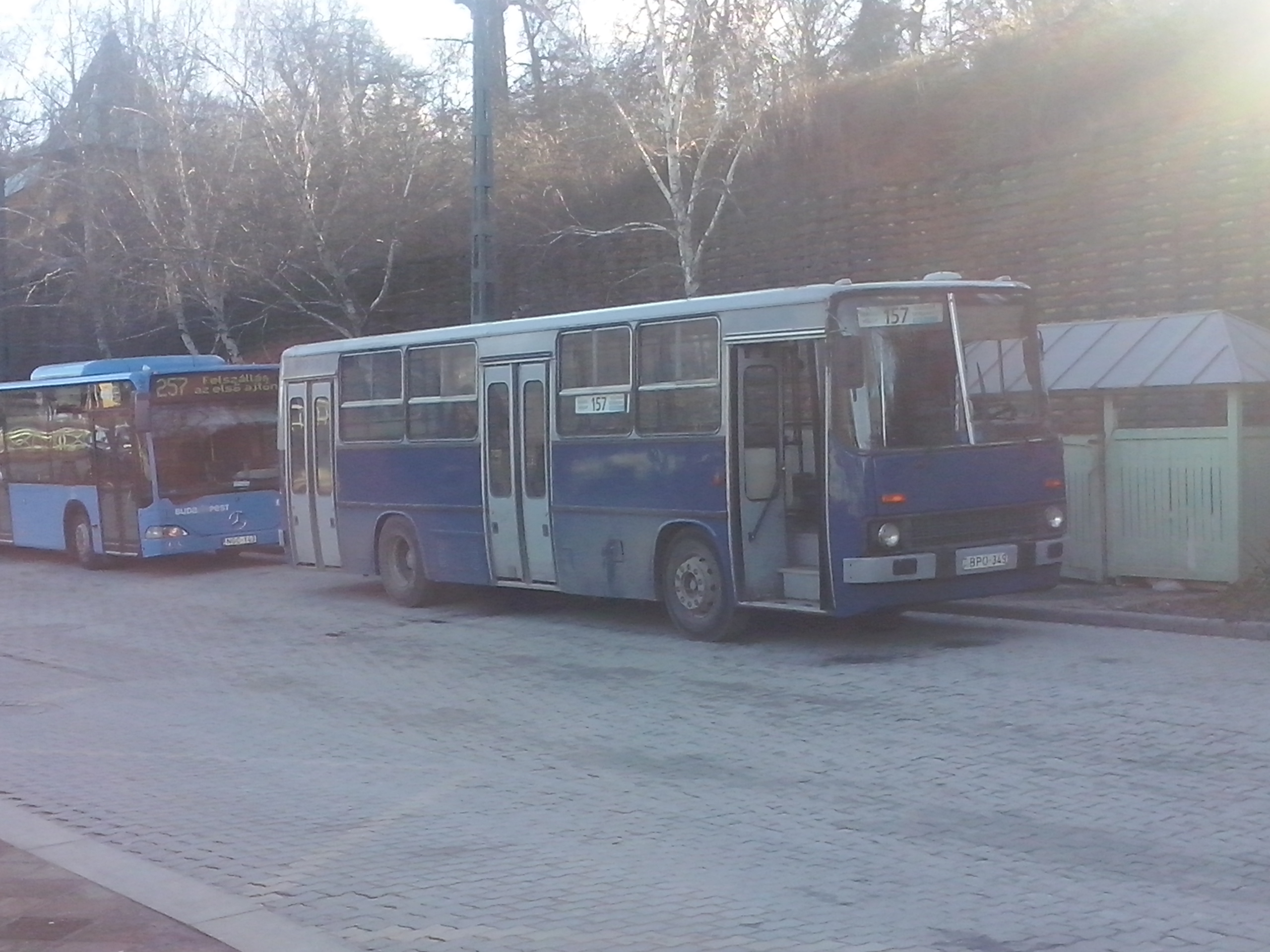
Hűvösvölgy végállomáson
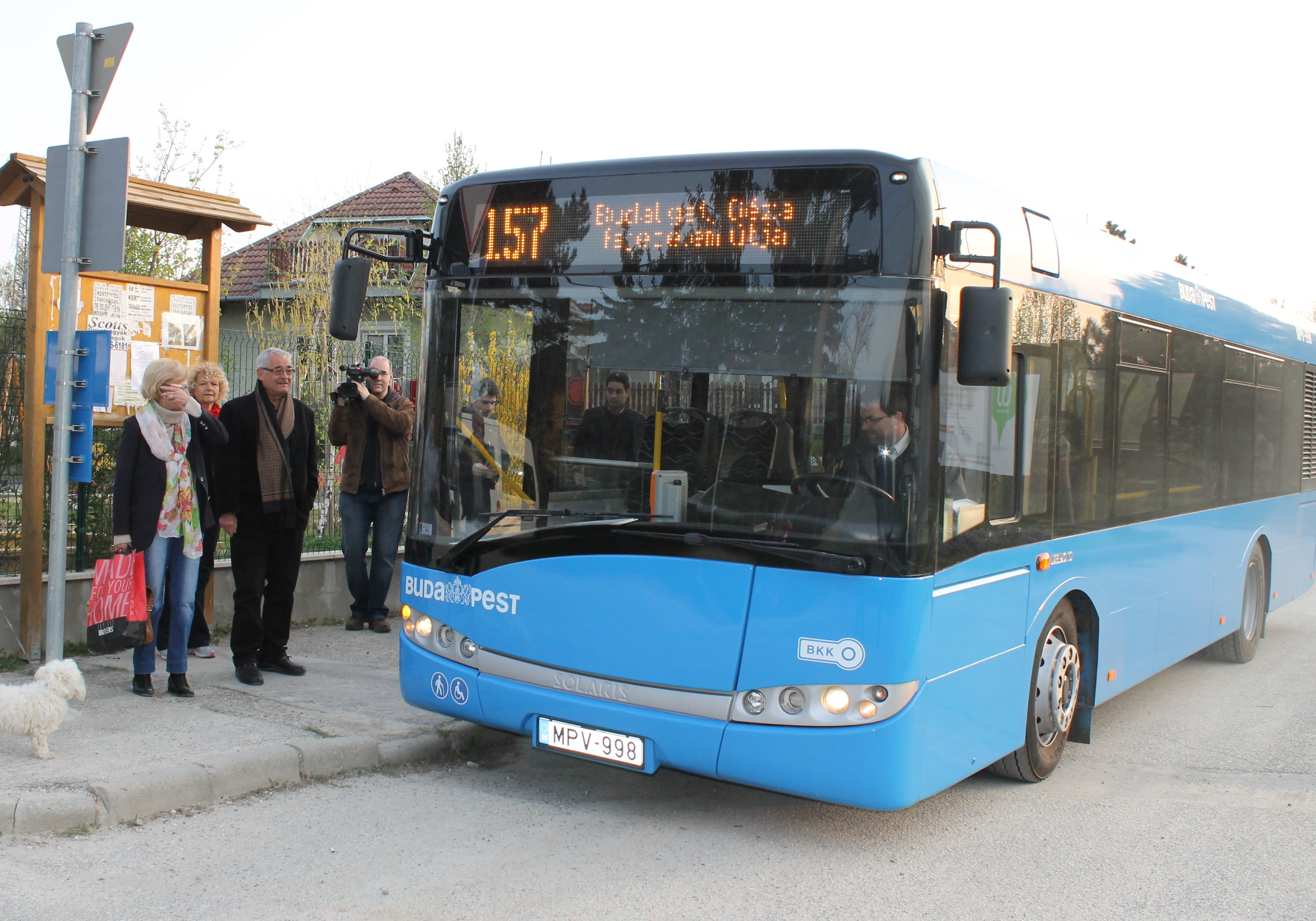
Ünnepélyes fogadtatás a kerekhegyi végállomáson
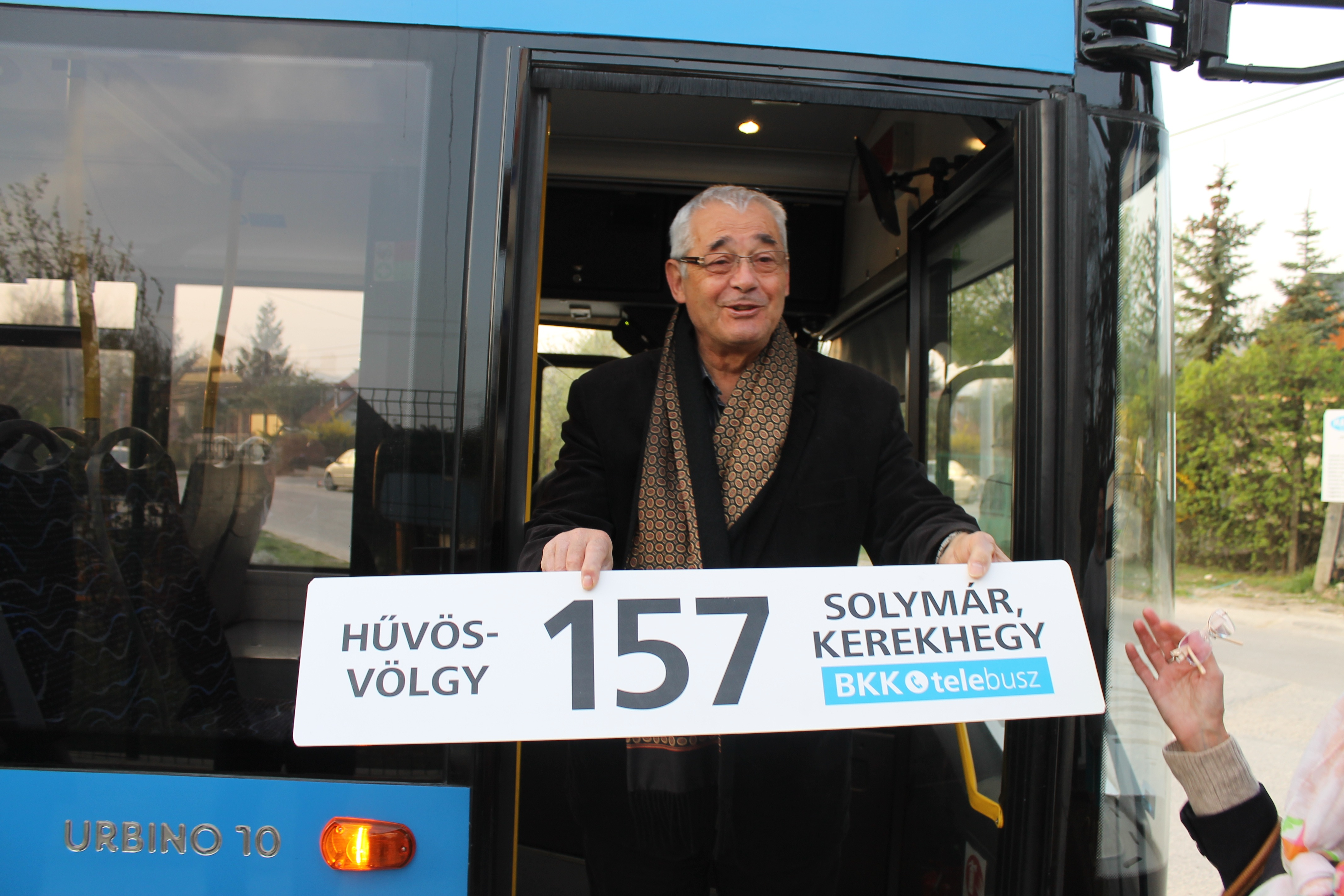
Ordódy György önkormányzati képviselő üdvözli a buszt a meghosszabbított járat első napján